# 18956 Джесікарнольд
18956 Джесікарнольд (18956 Jessicarnold) — астероїд головного поясу, відкритий 31 серпня 2000 року.
Тіссеранів параметр щодо Юпітера — 3,597.